# Beppo Levi

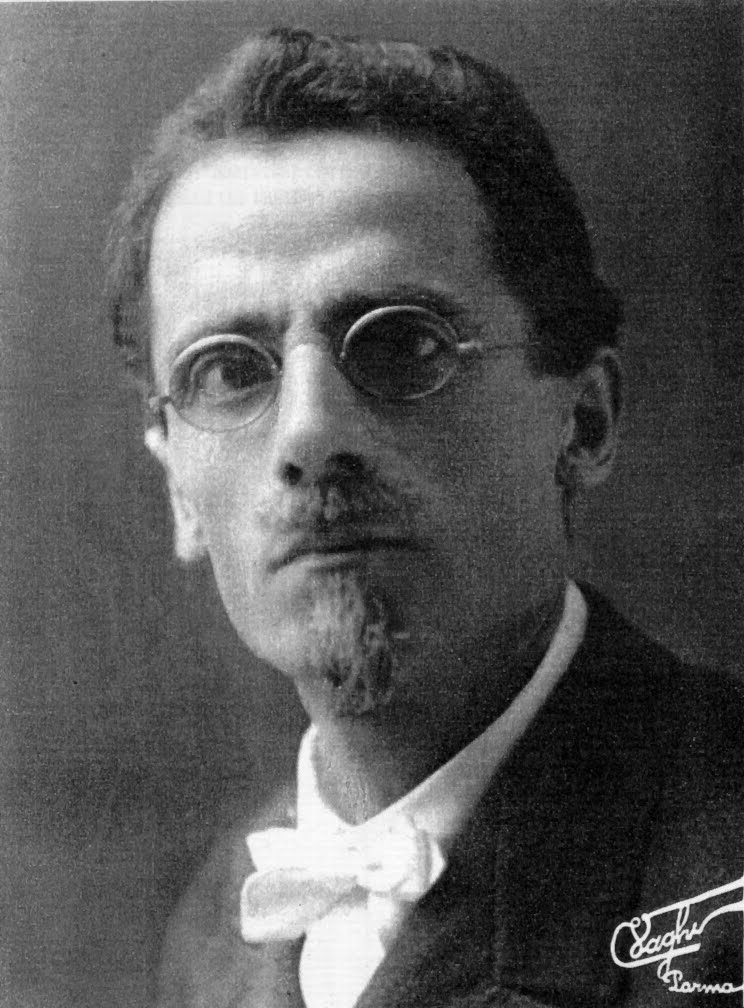
Beppo Levi

Beppo Levi (* 14. Mai 1875 in Turin, Italien; † 28. August 1961 in Rosario, Argentinien) war ein italienischer Mathematiker.

## Leben
Nach dem Studium an der Universität Turin unter anderem bei Giuseppe Peano, Enrico D’Ovidio und Vito Volterra promovierte er 1896 bei Corrado Segre. 1901 wurde er Professor an der TH Piacenza, 1906 an der Universität Cagliari auf Sardinien, 1910 an der Universität Parma und 1928 an der Universität Bologna, wo er 1951 auch offiziell emeritiert wurde. 1925 unterzeichnete er das Croce-Manifest gegen die Faschisten. Neben seiner Lehrtätigkeit war er ab den 1920er Jahren auch in der italienischen Mathematiker-Gesellschaft (UMI) aktiv und gab lange Jahre deren Bulletin heraus.  Von 1939 bis 1961 war er Honorarprofessor an der Universität Rosario in Argentinien, da er wegen seiner jüdischen Herkunft aus Italien ins Exil gedrängt wurde. In 20 Jahren baute er dort, schon im Pensionsalter, ein mathematisches Institut auf. Dort betreute er unter anderem die Promotion von Pedro Elias Zadunaisky über die Berechnung der Bahnen der Jupitermonde. Ab 1906 lieferte Levi wichtige Beiträge zur Analysis, zum Beispiel zur Lebesgueschen Integrationstheorie (unter anderem den Satz von der monotonen Konvergenz). 1906–1908 schrieb er wichtige Arbeiten über die Gruppenstruktur der rationalen Punkte auf elliptischen Kurven (er berichtet darüber auf dem Internationalen Mathematikerkongress 1908). Insbesondere versucht er die möglichen Torsionsgruppen einzugrenzen, was endgültig Barry Mazur in den 1970er Jahren gelang. Außerdem war er mit Peano und vor Zermelo einer der ersten, die das Auswahlaxiom der Mengenlehre explizit formulierten (1902). Er leistete infolge von Arbeiten seines Lehrers Segre, die er teilweise korrigierte, wichtige Beiträge zur Theorie der Auflösung von Singularitäten algebraischer Flächen (1897, aber später von Zariski kritisiert).
Sein jüngerer Bruder Eugenio Elia Levi war ebenfalls ein bekannter Mathematiker, der unter anderem in der Funktionentheorie mehrerer komplexer Veränderlicher arbeitete. Er fiel 1917 im Ersten Weltkrieg, ebenso wie ein weiterer Bruder von Levi.
1956 erhielt er den Feltrinelli-Preis. Levi war seit 1909 verheiratet und hatte drei Kinder.